# Catuna
Catuna es un género de  Lepidoptera de la familia Nymphalidae,  subfamilia Limenitidinae, tribu Adoliadini; cuenta con 5 especies reconocidas científicamente. (Kirby, 1871).

## Especies
- Catuna crithea (Drury, [1773)
- Catuna angustatum ((C. & R. Felder, [1867)
- Catuna oberthueri (Karsch, 1894)
- Catuna sikorana (Rogenhofer, 1889)
- Catuna niji (Fox, 1965)

## Localización
Las especies de este género se encuentran distribuidas en el centro y sur de África. 